# غيلبرت هودجكينسون
غيلبرت هودجكينسون (19 فبراير 1913 في المملكة المتحدة - 7 يناير 1987 في المملكة المتحدة) (بالإنجليزية: Gilbert Hodgkinson)‏ هو لاعب كريكت بريطاني وبريطاني (وحمل سابقاً جنسية المملكة المتحدة لبريطانيا العظمى وأيرلندا). لعب مع نادي مقاطعة ديربيشاير للكريكت ‏.